# Tiger Woods
Eldrick „Tiger” Woods (ur. 30 grudnia 1975 w Cypress) – amerykański golfista.
Uznawany za jednego z najważniejszych przedstawicieli świata golfa. Najlepiej opłacany sportowiec na świecie z szacowanymi zarobkami 78 mln dolarów za rok 2012 oraz szósty sportowiec w rankingu najlepiej zarabiających sportowców w roku 2014 według magazynu „Forbes”.

## Kariera
Jest mieszanego pochodzenia – jego ojciec był pół krwi Afroamerykaninem, ćwierć Chińczykiem i ćwierć Indianinem. Jego matka jest pół Tajką, ćwierć Chinką i ćwierć Holenderką. Swoją wiarę w buddyzm odziedziczył po matce.
Zaczął grać w wieku dwóch lat, a w wieku trzech lat na dziewięciu dołkach w Navy Golf Club w Cypress w Kalifornii uzyskał wynik 48. W wieku 8 lat zagrał dwie rundy z liczbą uderzeń, odpowiednio 78 i 76, wygrywając mistrzostwa USA juniorów w najmłodszej grupie wiekowej (9-10). W wieku 12 lat przeszedł pole z profesjonalnych tee z wynikiem 68 uderzeń. W wieku 20 lat jako jedyny człowiek w historii miał na koncie trzy zdobyte z rzędu tytuły mistrza amatorów USA. Mając 29 lat, stał się posiadaczem dziewięciu najważniejszych zawodowych tytułów mistrzowskich.
Otrzymał przydomek „Tiger” (tygrys) na cześć wietnamskiego przyjaciela jego ojca – Nguyen Phong. Ojciec Eldricka – Earl Woods – był żołnierzem w czasie wojny wietnamskiej i służył w formacji Zielonych Beretów. W Bangkoku w Tajlandii poznał swoją przyszłą żonę Kutildę.
18 czerwca 2008, w dwa dni po wygraniu przez niego 14. turnieju wielkoszlemowego (US Open), poinformował o tym, że musi zrezygnować z gry w golfa do końca 2008, gdyż musi poddać się operacji przedniego więzadła krzyżowego (ACL) w lewej nodze, które uległo podwójnemu pęknięciu podczas US Open 2008, a które Tiger operował artroskopowo zaledwie 6 tygodni wcześniej i nie zdążył przeprowadzić całkowitej rehabilitacji. Lekarze Woodsa oceniali, że proces całkowitej rehabilitacji po kolejnej operacji potrwa od 6 do 8 miesięcy. Po 254 dniach przerwy Woods powrócił bez powodzenia do zawodowego golfa w turnieju WGC Matchplay Championship, gdzie mimo odległej pozycji, jaką zajął, występ ten został uznany za jeden z najbardziej oczekiwanych powrotów w historii sportu. Pierwsze zwycięstwo po powrocie przyszło 29 marca 2009 podczas turnieju Arnold Palmer Invitational, gdzie obronił swój tytuł.
W 2019 otrzymał Prezydencki Medal Wolności.

## Życie prywatne

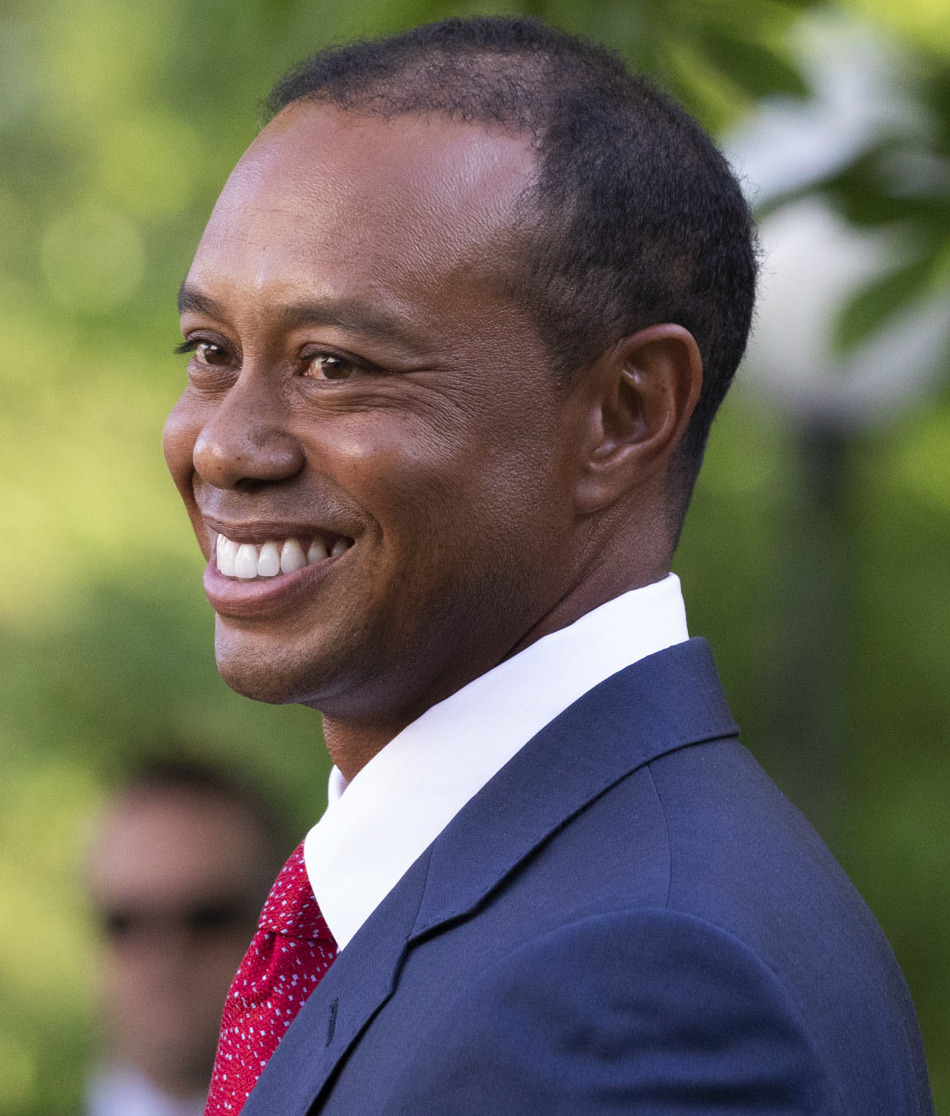
Woods (2019)

Ma 185 cm wzrostu. Był żonaty ze szwedzką modelką Elin Nordegren, z którą ma dwoje dzieci: córkę Sam Alexis (ur. 18 czerwca 2007) i syna Charliego Axela (ur. 8 lutego 2009). Woodsowie mieszkali w Windermere koło Orlando na Florydzie. 25 listopada 2009 „The National Enquirer” napisał, jakoby Woods miał romans z Rachel Uchitel – menedżerką nocnego klubu; sama zainteresowana zaprzeczyła tym pogłoskom. Sprawa zaczęła przyciągać uwagę mediów, kiedy dwa dni później Woods spowodował wypadek samochodowy. Wyszedł z domu około 2:30 nad ranem i wsiadł do swojego Cadillaca Escalade. Chwilę później samochód wpadł w żywopłot, zderzył się z hydrantem przeciwpożarowym i uderzył w drzewo na końcu ulicy. Woods odniósł niegroźne rany szarpane na twarzy. Odmówił rozmowy z policją i przez następne dwa dni spekulowano na temat owego wypadku, do czasu, gdy nie wydał oficjalnego oświadczenia na swojej stronie internetowej. Za wypadek obwinił samego siebie i napisał, że jest to sprawa prywatna. Pochwalił również swoją żonę Elin za to, że wyciągnęła go z samochodu. Ogłosił także, iż nie pojawi się już na żadnym turnieju do końca 2009. Zainteresowanie jego osobą wzrosło jeszcze bardziej, kiedy barmanka z San Diego Jaimee Grubbs publicznie oświadczyła w plotkarskim magazynie Us Weekly, że miała ponad dwuletni romans z Woodsem. W tym samym dniu Tiger wystosował przeprosiny, wyrażając żal za „naruszenie zaufania swojej rodziny”. Po tym, jak 12 kobiet oświadczyło w różnych źródłach medialnych, że miały z nim romans, ciśnienie medialne znacznie wzrosło. 11 grudnia 2009 Woods przyznał się do niewierności i jeszcze raz przeprosił rodzinę. To oświadczenie zaważyło też na przerwie w jego sportowej karierze. W kolejnym tygodniu, jedna z kobiet, przyznała się do posiadania nagich zdjęć Woodsa. Na drugi dzień po oświadczeniu, niektóre firmy zerwały z nim umowy. Gillette zawiesiło z nim współpracę i stwierdziło, że nie będzie go zatrudniać do jakichkolwiek wystąpień publicznych. 13 grudnia 2009, firma Accenture całkowicie zakończyła sponsorowanie Woodsa, oświadczając, iż golfista „nie może być już dłużej ich godnym przedstawicielem”. Po rozstaniu z żoną przeprowadził się do Jupiter na Florydzie i od 2013 do 2015 spotykał się z wielokrotną mistrzynią świata w narciarstwie alpejskim Lindsey Vonn.
15 grudnia 2009 dziennik „The New York Times” napisał, że kanadyjski lekarz, który wcześniej leczył Woodsa, był śledzony przez FBI w celu rzekomego dostarczania sportowcom ludzkiego hormonu wzrostu i narkotyków. Według tego samego artykułu dr Galea odwiedził Woodsa w jego domu w Orlando przynajmniej cztery razy w lutym i marcu 2009 roku, aby sprawdzać, czy jego pacjent czuje się dobrze. Associated Press opisuje również, że dr Galea był także podejrzany przez Kanadyjską Królewską Policję Konną za „przemycanie, reklamowanie i sprzedawanie niedozwolonych leków”.

## Wygrane w najważniejszych turniejach

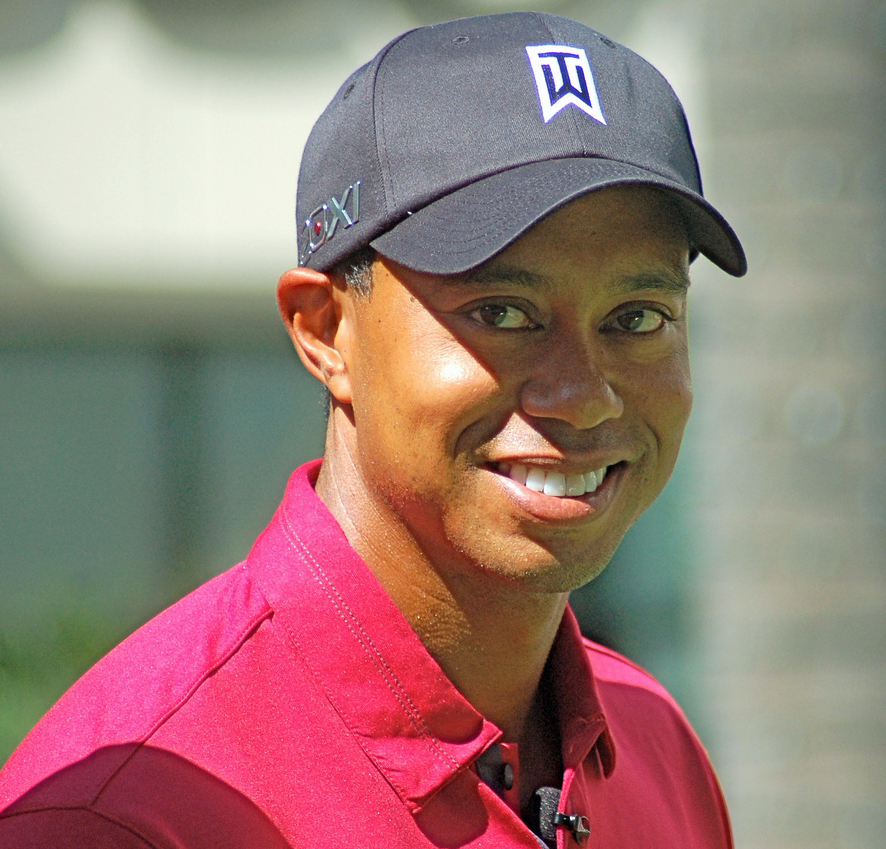
Woods (2011)

- The Masters Tournament: 5 (1997, 2001, 2002, 2005, 2019)
- US Open Golf: 3 (2000, 2002, 2008)
- British Open Golf: 3 (2000, 2005, 2006)
- PGA Championship: 4 (1999, 2000, 2006, 2007)

Wygrał 15 turniejów Wielkiego Szlema (majors). Jest najmłodszym zawodnikiem, który wygrał turniej Masters (w 1997, miał wtedy 21 lat i 3 miesiące). Na przełomie lat 2000/2001 skompletował tzw. Tiger Slam, to jest wygrał cztery turnieje major z rzędu, ale nie w jednym roku kalendarzowym (US Open, The Open i PGA Championship wygrał w roku '00, a Masters, rozpoczynające sezon szlemów – w '01). Przed przejściem na zawodowstwo jako jedyny w historii wygrał trzykrotnie z rzędu mistrzostwa USA juniorów, a także trzykrotnie z rzędu mistrzostwa USA amatorów. Jako profesjonalista wygrał łącznie 82 zawodów z cyklu PGA Tour, co plasuje go razem z Samem Sneadem na pierwszym miejscu w historii pod względem wygranej liczby turniejów na Tourze.